# Mireille Madou
Mireille Madou (Brugge, 12 maart 1931 – Leiden, 14 december 2020), ook gekend onder haar kloosternaam Zuster Hildegardis, was een Belgische kunsthistorica die voornamelijk actief was aan de Universiteit Leiden.

## Biografie
Madou werd in 1931 geboren in Brugge. In 1956 trad ze op 26-jarige leeftijd toe bij de Zusters Maricolen in Brugge, en op 29 september 1957 legde ze haar kloostergeloften af. Ze studeerde kunstgeschiedenis aan de Katholieke Universiteit Leuven, en promoveerde in 1970 met een doctoraatstudie over de Heilige Getrudis van Nijvel. Jan Karel Steppe was in die tijd een grote invloed op haar werk. Enkele jaren later, in 1976, verhuisde ze naar Leiden, om daar te doceren aan de Universiteit Leiden, meer bepaald het Kunsthistorisch Instituut. Haar onderzoeksfocus lag bij de Spaanse cultuurgeschiedenis, met een nadruk op de middeleeuwen. In 1992 ging ze me pensioen. Ondanks de grote afstand onderhield ze doorheen haar leven nauw contact met het klooster in Brugge. Eind 2020 maakte ze een zware val, en ze overleed uiteindelijk aan de gevolgen hiervan.
Na haar overlijden keerde haar uitgebreide handbibliotheek terug naar haar geboortestad, als schenking aan de Openbare Bibliotheek Brugge. Het ging om 65 meter aan boeken en tijdschriften in 160 verhuisdozen. De handbibliotheek wordt ontsloten onder de naam Collectie Mireille Madou.

## Camino de Santiago
Het thema waar Madou het meest rond werkte was de Camino de Santiago. Zelf heeft ze ook meermaals de bedevaart naar Santiago de Compostella gemaakt. In 1986 stond ze samen met Koen Dircksens aan de wieg van het Nederlands Genootschap van Sint Jacob. Madou heeft ook uitgebreid geschreven voor het tijdschrift van het Genootschap, Jacobsstaf. Van 1994 tot 1999 was ze redactielid van het tijdschrift. Voor haar academisch werk ontving ze in 2007 een Spaanse onderscheiding: ze werd benoemd tot officier in de Orde van Isabella de Katholieke.

## Publicaties (selectie)
- Mireille Madou, De heilige Gertrudis van Nijvel, Brussel, 1975
- Mireille Madou en Marnix Vincent, Le costume civil, Turnhout, 1986.
- Mireille Madou, De Goudse Glazen kostuumhistorisch bekeken, Gouda, 1988.
- Mireille Madou, Camino de Santiago: heilige pelgrims, pelgrimsheiligen en heiligdommen langs de weg, Schoorl, 1990.
- Mireille Madou, Het verhaal van de heilige Jacobus, Den Haag, 1991.
- Mireille Madou, Van marollekens tot maricolen. Brugge 1667/1997, Brugge, 1997.
- Mireille Madou, De weg naar Santiago de Compostela: kunst en cultuur, Leuven, 1999
- Mireille Madou, Santiago de Compostela: de apostel van het westen in beeld en verbeelding, Leiden, 2004.

- Digitale Bibliotheek voor de Nederlandse Letteren: mado002
- Nationale Bibliotheek van Israël: 987007363895205171
- Virtual International Authority File: 5055243